# Kruhowicze Małe
Kruhowicze Małe (biał. Малыя Круговічы; ros. Малые Круговичи) – wieś na Białorusi, w obwodzie brzeskim, w rejonie hancewickim, w sielsowiecie Oharewicze.
W dwudziestoleciu międzywojennym leżały w Polsce, w województwie poleskim, w powiecie łuninieckim, gminie Kruhowicze.